# Recomandarea Comisiei
În dreptul comunitar, recomandarea este un act juridic care îi încurajează pe cei cărora i se adresează să acționeze într-un anumit mod, fără să aibă caracter obligatoriu. Recomandarea îi permite Comisiei (sau Consiliului) să stabilească norme neobligatorii pentru statele membre sau, în unele cazuri, pentru cetățenii Uniunii.